# Feria del Sol (Mérida)

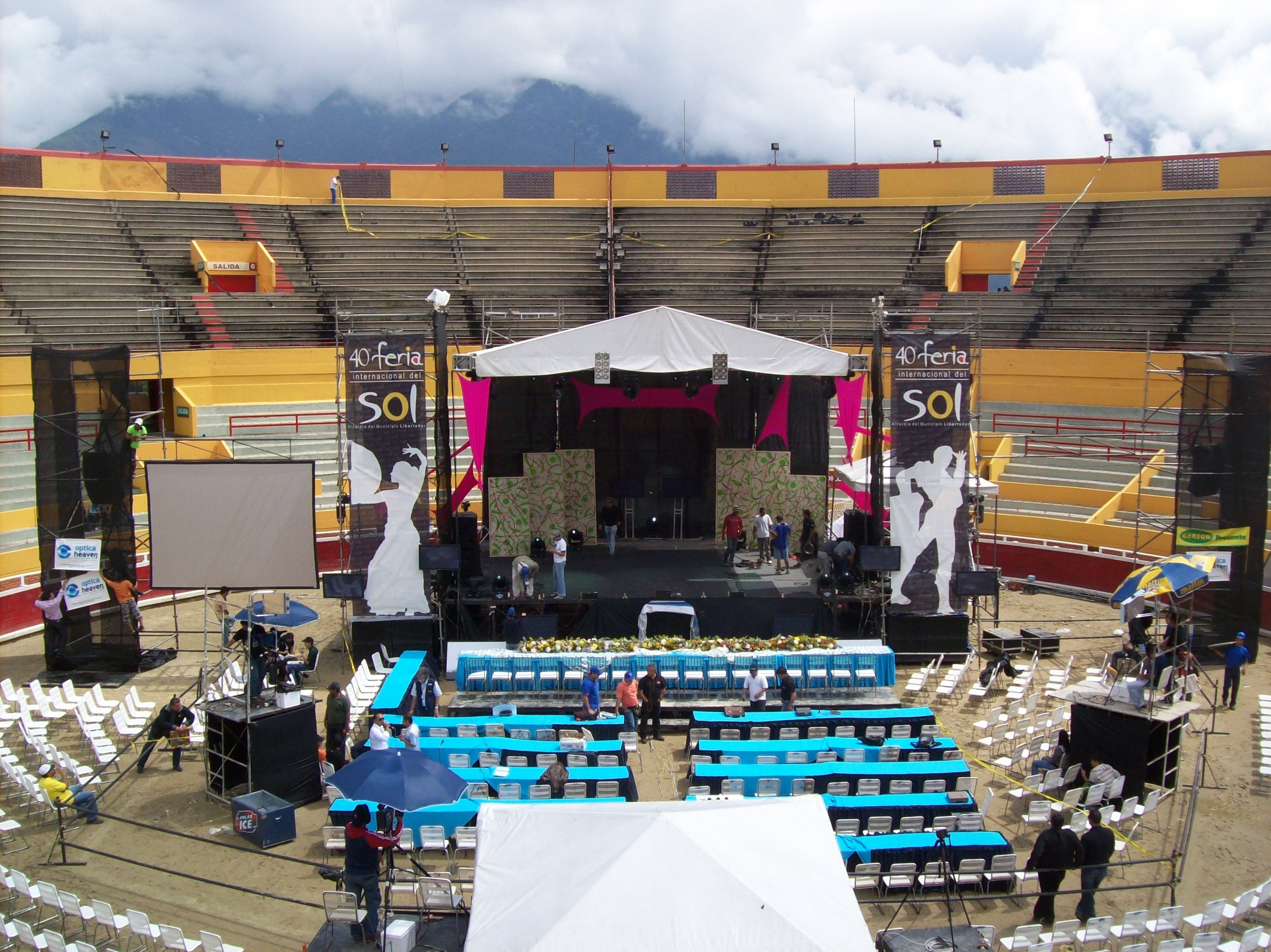
Le Circo Monumental de Mérida pendant la préparation de l'élection de la Reina del Sol

La feria del Sol, aussi connue sous le nom de Carnaval Taurino de America, est un festival culturel à vocation internationale qui se déroule dans la ville de Mérida au Venezuela.

## Présentation
La feria a lieu pendant le mois de février, en même temps que le carnaval. Le programme prévoit des courses de taureaux, des expositions culturelles, commerciales et d'animaux, des concerts, défilés, activités sportives et l'élection de la reine de la foire (la Reina del Sol).

## Histoire
Mérida est une des villes les plus anciennes du Venezuela. La Ville des Cavaliers comme on l'appelle ne célébrait pas de foire, à la différence des villes de San Cristóbal, Barquisimeto, Maracaibo ou Táriba. Pour cette raison, un groupe de sympathisants eut l'idée de construire une arène afin que Merida puisse avoir un calendrier taurin. La ville trouva ainsi sa place parmi les foires les plus importantes du pays.

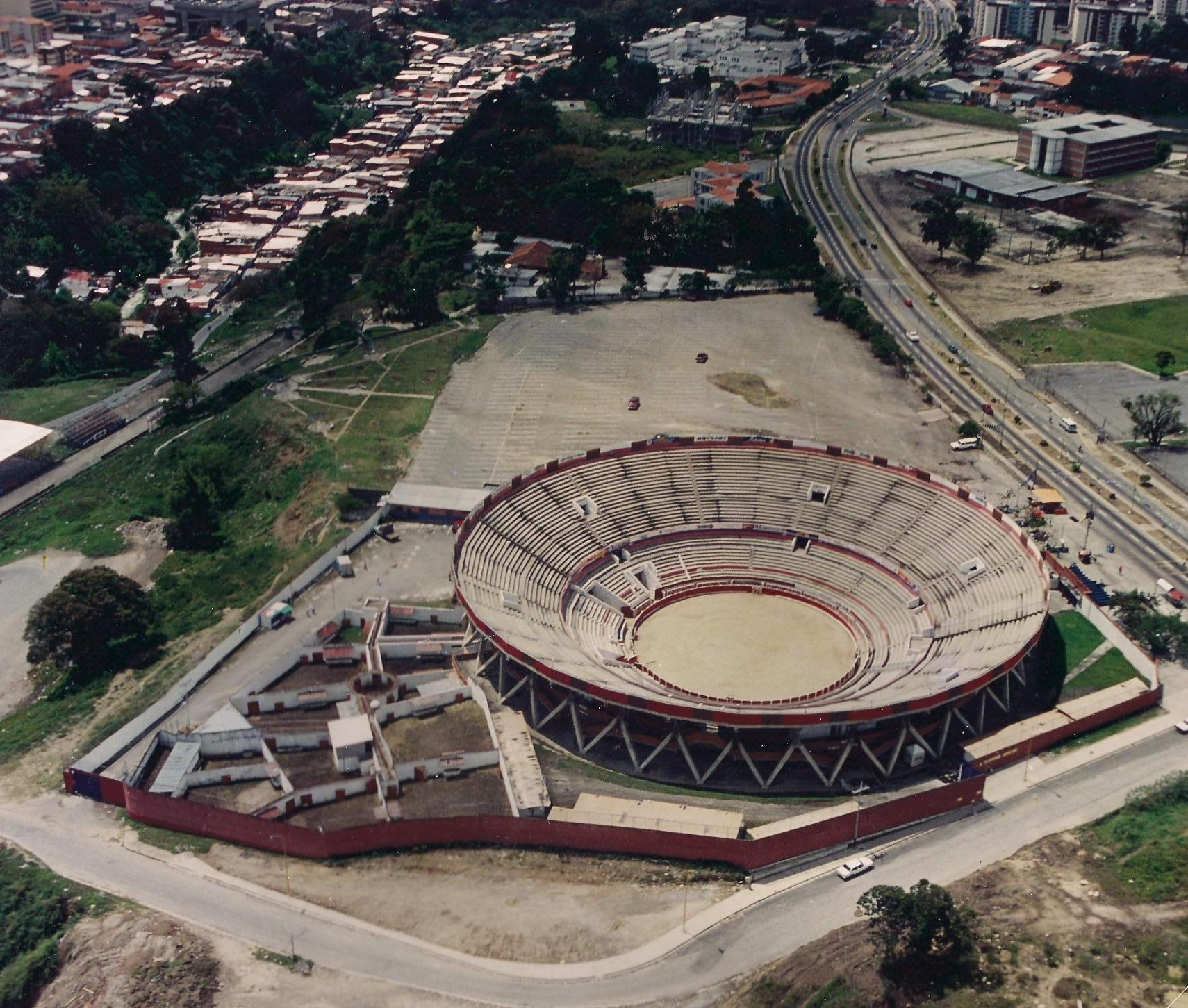
Panorama de Plaza de Toros Román Eduardo Sandia, Mérida

Il était initialement prévu que les foires eussent lieu les premiers jours de décembre, pour accompagner les célébrations du jour de l'Immaculée Conception.

### Première édition
La première édition devait se tenir les 9 et 10 décembre. On embaucha pour les corridas les matadors César Faraco, Manuel Benítez « El Cordobés », Paquirri, Julio Aparicio, Curro Girón, Paco Camino et l’aiguilloneur mexicain Juan Cañedo. ces derniers combattirent des taureaux de Felix Rodríguez, « Achury Viejo » et « Ambaló », provenant tous de Colombie.
Lors de la première corrida, une forte averse empêcha l'inauguration ; deux corridas furent tenues le lendemain, l’une le matin et l'autre dans l'après-midi. C'était la première fois au Venezuela que deux corridas étaient organisées en un même lieu et dans la même journée.

### Éditions suivantes
En 1968, on ne célébra pas la foire, mais une corrida fut organisée le 13 avril 1968, jour de Samedi Saint. Les taureaux de « Dosgutiérrez » furent combattus par Alfredo Leal, Curro Girón et Pepe Cáceres.

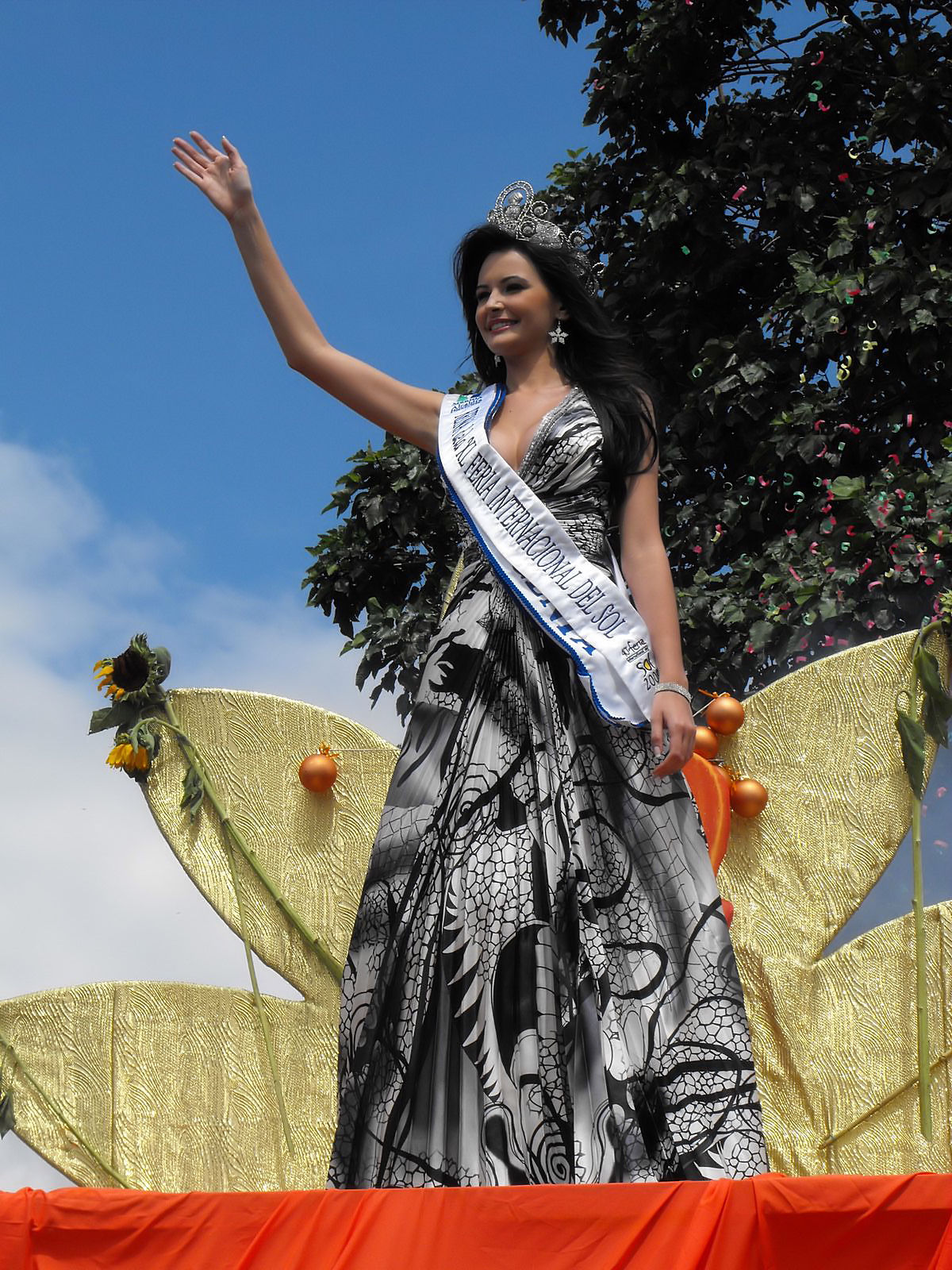
La Reina (o Novia) del Sol 2009

Alors, en raison des pluies, il fut décidé de célébrer les foires de manière qu'elles coïncident avec le carnaval, sous le nom de « Feria del Sol ». En 1969, on célébra la première foire avec trois corridas de taureaux les 15, 16 et 17 février.
Le premier cartel fut composé des taureaux de « Valparaíso » pour Alfredo Leal, Daniel « Matatoba » Santiago, Manuel Benítez « El Cordobés » et le Vénézuélien Lucio Requena. La première oreille de la feria fut attribuée à Alfredo Leal.
À partir de cette édition, la foire devint progressivement une du plus importantes du Venezuela et du monde taurin. La foire préexistante de l'immaculée fut encore célébrée en plusieurs occasions, en 1990, 1991 et 1997, mais avec un public bien moindre.